# Aleksandar Ignjovski
Aleksandar Ignjovski - em sérvio, Александар Игњовски - (Belgrado, 27 de janeiro 1991) é um futebolista sérvio que atua como meia. Atualmente, joga pelo Holstein Kiel.

## Carreira
Ignjovski começou a carreira no OFK Belgrado.